# Georges Bonnenfant
Georges Bonnenfant (1876-1955), plus connu sous le nom de chanoine Bonnenfant, est un prêtre catholique du diocèse d'Évreux, historien, grand érudit. Ordonné prêtre en 1902, Chanoine titulaire de la cathédrale d'Évreux, il était aussi professeur au séminaire de la ville. Il est l'auteur de nombreux ouvrages d'histoire religieuse et d'histoire de l'art locale. 
Il fut récompensé par plusieurs prix de l'Académie française :
- Prix Montyon en 1925 pour L’Église Saint-Nicolas de Beaumont-le-Roger
- Prix Charles-Blanc en 1928 pour L’Église Saint-Taurin d’Évreux et sa châsse
- Prix Hercule-Catenacci en 1934 pour son Histoire générale du diocèse d’Evreux
- Prix Hercule-Catenacci en 1939 pour Églises rurales du département de l’Eure

## Publications
- Les séminaires normands du XVIe   au   XVIIIe siècle : fondation, organisation, fonctionnement..., Paris, Picard, 1915.
- L' église Saint-Nicolas de Beaumont-le-Roger, Paris, Picard, 1924.
- Louis Régnier : archéologue et historien, Rouen, A. Lestringant, 1925, 134 p. (lire en ligne)
- L'Église Saint-Taurin d'Évreux et sa châsse, Paris, Picard, 1926.
- Histoire générale du diocèse d'Évreux, 2 volumes, Paris, Picard, 1933.
- Églises rurales du département de l'Eure : ouvrage illustré de 624 héliotypies d'après les clichés de l'auteur, Paris, Picard, 1937.
- L'abbaye du Bec  : guide et précis historique, Evreux, R. Montauzé, 1938.
- Notre-Dame d'Evreux, Paris, Picard, 1939.
- Notices d'autorité :   - VIAF
  - ISNI
  - BnF (données)
  - IdRef
  - GND
  - Pays-Bas
  - NUKAT
- Ressource relative à la recherche :   - Persée

1. ↑  « http://archives.eure.fr/search?preset=162&view=medias » (consulté le 20 mars 2019)